# ピストン・カップ
ピストン・カップは、ディズニー・ピクサーの『カーズ』、『カーズ/クロスロード』に登場するレースの大会。
モデルはNASCAR。

## 歴史
1950年代
ハドソン・ホーネット（ドック・ハドソン）、ルイーズ・ナッシュ、ジュニア・ムーン、リバー・スコットが活躍する。
その中でもドックは1951、1952、1953年に3連勝した。ドックは新人レーサー、リロイ・ヘミングを宙返りでかわすなどの技があった。しかし、ドックは1954年に大クラッシュを起こし、引退した。
この時代はクルト・シフトライトなどのレーサーも走っていた。
1960年代
マリオ・アンドレッティが活躍する。
1970年代
クレイグ・シフトライトが2連勝、1970年代にデビューした、ストリップ・ウェザーズが1 - 2回優勝する。
また、ダレル・カートリップ、チック・ヒックス、アーニー・ギアソン（ - 2016年）らがデビューする。
1980年代
マーレー・クラッチバーン（1984 - 2016年）が、リレーのアマチュアチームでレースデビューする。
また、ジェイムズ・クリーンエア（1985 - 2006年）や、クロード・スクラグスらがデビューし、ストリップ・ウェザーズが3 - 4回目の優勝を果たした。
1990年代
ヨーロッパからやって来たホール・インガスが優勝し、ストリップ・ウェザーズも5 - 6回目の優勝をする。
また、名門レーサー一家、シフトライト家のクリント・シフトライトは、3回優勝する。他にも、ジョニー・ブレーマー（1996年 - ）などもデビューする。
2000年代
2000年代前半にはエイケン・アックスラー（2003年 - ）、デイル・アーンハート・jr.、マニー・フライウィール、セージ・バンダースピン（2004年 - ）、フロイド・マルビヒル（2005 - 2016年）、ライトニング・マックィーンらがレースデビューする。ストリップ・ウェザーズは、7回目の優勝をするが2005年で引退し、翌年の2006年度シーズンで、ライトニング・マックィーンが初優勝する。
続いてその翌年からは、ストリップ・ウェザーズの甥のキャル・ウェザーズ（2007 - 2016年）を初め、ブリック・ヤードレィ（2007 - 2016年）やボビー・スウィフト（ - 2016年）らがレースデビューする。
2010年代
2010年末、2010年度シーズンのピストン・カップで4度目の優勝を果たしたライトニング・マックィーンは、ワールド・グランプリに参戦する。
2016年度シーズン中頃、新世代レーサージャクソン・ストームが活躍し、次々に旧世代レーサーが引退し、新世代レーサーが登場する。
2017年3月、新人レーサークルーズ・ラミレスが、2017年度シーズン開幕戦フロリダ500を制する。

## ルール
- 同じゼッケンさえ付いていれば、誰が走ってもいい。
- クルーチーフがいなくても、参加可能。
- グリーンフラッグでスタート。
- 1位でゴール（優勝）した車だけが、表彰台に上がれる。
- シーズン最終戦で優勝した車には、今シーズンのチャンピオンとして、ピストン・カップを与えられる。

## 参加車種

### カーズ

#### シボレー・モンテカルロ
デイル・アーンハート・jr

#### アクセロ・フィッション
チャック・アームストロング、リー・レブキンズ、ダレン・レッドフット、マシュー・オーバーテイカー、ケビン・シフトライト、トッド・マーカス

#### ラックス・モーターCo.ピストン・カップ V8
エイケン・アックスラー

#### ブラウニー・モーターCo.スパークGT
ラスティー・コーンフューエル、ホール・インガス、セージ・バンダースピン、ポンチー・ワイプアウト、ラルフ・カーロウ

#### キャピトルモーターズ・バーヴXT
ダークソン・ダーゴスティーノ、ケビン・レーシングタイヤ、ジョニー・ブレーマー、ウィンフォード・ブラッドフォード・ラザフォード、スライダー・ペトロルスキ、グレッグ・キャンディマン

#### クラウン・セレスタ
ライアン・シールズ、ルビー・"イージー"・オークス、マニー・フライウィール、ミスティ・モータークラス、デイビー・エイペックス

#### ストッジー・ソーバーEX
フロイド・マルビヒル、クラスティー・ローター、マーレー・クラッチバーン

#### ホスカー・モロコ
ユージーン・カービュレスキー、クロード・スクラグス、ジェイムズ・クリーンエア、アーニー・ギアソン

#### シェルパモータース・イオタGT
ブラッシュ・カーバー、ビリー・オイルチェンジャー

### カーズ/クロスロード

#### アクセロ・フィッションEA
ブリック・ヤードレィ、ジミー・ケーブルズ、レーン・ロック、テリー・カーガス、ダッド・スロットルマン、バック・ベアリングリー、ブライアン・スパーク、トミー・ハイバンクス、ブルース・ミラー、パーカー・ブレーキストン、ワイニー・ダッシャー、リブ・ローダゲス、アップル・ストック・カー

#### ブラウニー・モーターCo.スパークEA
ボビー・スウィフト、ジャック・デポスト、マークス・クランクズラー、チップ・ギアリングス、カール・クラッチェン、スピーディー・コメット、フィル・タンクソン、レブ・ミーカー、T.G.キャッスルナット、ボビー・ロードテスター、レックス・レヴラー、ダイノ・ドラフトスキー

#### キャピトルモーターズ・マークII
キャル・ウェザーズ、ダークソン・ダーゴスティーノ（3作目）、フロイド・マルビヒル（3作目）、ダレン・レッドフッド（3作目）、ポンチー・ワイプアウト（3作目）、マーレー・クラッチバーン（3作目）、アーニー・ギアソン（3作目）、ラルフ・カーロウ（3作目）、トッド・マーカス（3作目）

#### 新世代レーサーSA型
バッバ・ホイールハウス、ライアン・"インサイド"・レニー、チェイス・レースロット、J.D.マックピラー、クリス・ローミン、ハーヴィー・ロッドキャップ、ティム・トレッドレス、リッチ・ミクソン、アーロン・クロッカー、ジム・レヴェリック、ダン・カルシア、シェルドン・シフター、ニック・シフト、スパイキー・フィラップス、ノア・ゴチェック、ジョナス・カーヴァース

#### 新世代レーサーSB型
ダニー・シュワヴェッツ、フリップ・ドーヴァー、エリック・ブレーカー、カム・スピナー、エド・トランカン、スティーブ・"スリック"・ラページ、マイケル・ローター、ジョージ・ニュー＝ウィン、ハーブ・カーブラー、バリー・ディペダル、H.J.ホリス、リッチー・ガンジット、M.ファスト・フォング、ウィル・ラッシュ、コンラッド・キャンバー、J.P.ドライブ、ポール・コンレヴ

## スタートグリッド・結果
| 大会 | 順位     | 名前                                               | チーム                         | 登場作品                                                |
| --- | -------- | -------------------------------------------------- | ------------------------------ | ------------------------------------------------------- |
| 2005年 レーシング・シリーズ 結果                                                                              | 1        | ストリップ・ウェザーズ（キング）                   | ダイナコ                       | カーズ                                                  |
| 2005年 レーシング・シリーズ 結果                                                                              | 2        | ライトニング・マックィーン                         | ラスティーズ                   | カーズ                                                  |
| 2005年 レーシング・シリーズ 結果                                                                              | 3        | チック・ヒックス                                   | htB                            | カーズ                                                  |
| 2005年 400 結果                                                                                               | 1        | ストリップ・ウェザーズ（キング）                   | ダイナコ                       | カーズ                                                  |
| 2005年 400 結果                                                                                               | 2        | ライトニング・マックィーン                         | ラスティーズ                   | カーズ                                                  |
| 2005年 400 結果                                                                                               | 3        | チック・ヒックス                                   | htB                            | カーズ                                                  |
| 2005年 400 結果                                                                                               | 4        | ミスティ・モータークラス                           | レブンゴー                     | カーズ                                                  |
| 2005年 400 結果                                                                                               | 5        | フロイド・マルビヒル                               | ガスピリン                     | カーズ                                                  |
| 2005年 400 結果                                                                                               | 6        | マーレー・クラッチバーン                           | スパッター・ストップ           | カーズ                                                  |
| 2005年 400 結果                                                                                               | 7        | アーニー・ギアソン                                 | スペア・ミント                 | カーズ                                                  |
| 2005年 400 結果                                                                                               | 8        | グレッグ・キャンディマン                           | タコミント                     | カーズ                                                  |
| 2005年 400 結果                                                                                               | 9        | ジェイムズ・クリーンエア                           | バイトリーン                   | カーズ                                                  |
| 2005年 400 結果                                                                                               | 10       | クロード・スクラグス                               | リークレス                     | カーズ                                                  |
| 2005年 （レースウェイ）結果                                                                                   | 1        | ストリップ・ウェザーズ（キング）                   | ダイナコ                       | カーズ                                                  |
| 2005年 （レースウェイ）結果                                                                                   | 2        | ライトニング・マックィーン                         | ラスティーズ                   | カーズ                                                  |
| 2005年 （レースウェイ）結果                                                                                   | 3        | チック・ヒックス                                   | htB                            | カーズ                                                  |
| 2005年 （スピードウェイ）結果                                                                                 | 1        | ストリップ・ウェザーズ（キング）                   | ダイナコ                       | カーズ                                                  |
| 2005年 （スピードウェイ）結果                                                                                 | 2        | ライトニング・マックィーン                         | ラスティーズ                   | カーズ                                                  |
| 2005年 （スピードウェイ）結果                                                                                 | 3        | チック・ヒックス                                   | htB                            | カーズ                                                  |
| 2005年 ダイナコ400 （モーター・スピードウェイ・オブ・サウス）スタートグリッド                                 | 1        | ストリップ・ウェザーズ                             | ダイナコ                       | カーズ                                                  |
| 2005年 ダイナコ400 （モーター・スピードウェイ・オブ・サウス）スタートグリッド                                 | 2        | ライトニング・マックィーン                         | ラスティーズ                   | カーズ                                                  |
| 2005年 ダイナコ400 （モーター・スピードウェイ・オブ・サウス）スタートグリッド                                 | 3        | チック・ヒックス                                   | htB                            | カーズ                                                  |
| 2005年 ダイナコ400 （モーター・スピードウェイ・オブ・サウス）スタートグリッド                                 | 4        | デイル・アーンハート・jr.                          | デイル・アーンハート社         | カーズ                                                  |
| 2005年 ダイナコ400 （モーター・スピードウェイ・オブ・サウス）スタートグリッド                                 | 5        | フロイド・マルビヒル                               | ガスピリン                     | カーズ                                                  |
| 2005年 ダイナコ400 （モーター・スピードウェイ・オブ・サウス）スタートグリッド                                 | 6        | スライダー・ペトロルスキ                           | サイドウォール・シャイン       | カーズ                                                  |
| 2005年 ダイナコ400 （モーター・スピードウェイ・オブ・サウス）スタートグリッド                                 | 7        | セージ・バンダースピン                             | ガスキッツ                     | カーズ                                                  |
| 2005年 ダイナコ400 （モーター・スピードウェイ・オブ・サウス）スタートグリッド                                 | 8        | アーニー・ギアソン                                 | スペア・ミント                 | カーズ                                                  |
| 2005年 ダイナコ400 （モーター・スピードウェイ・オブ・サウス）スタートグリッド                                 | 9        | ウィンフォード・ブラッドフォード・ラザフォード     | RPM                            | カーズ                                                  |
| 2005年 ダイナコ400 （モーター・スピードウェイ・オブ・サウス）スタートグリッド                                 | 10       | マシュー・オーバーテイカー                         | アップル                       | カーズ                                                  |
| 2005年 ダイナコ400 （モーター・スピードウェイ・オブ・サウス）結果                                             | 1        | ライトニング・マックィーン                         | ラスティーズ                   | カーズ                                                  |
| 2005年 ダイナコ400 （モーター・スピードウェイ・オブ・サウス）結果                                             | 1        | ストリップ・ウェザーズ                             | ダイナコ                       | カーズ                                                  |
| 2005年 ダイナコ400 （モーター・スピードウェイ・オブ・サウス）結果                                             | 1        | チック・ヒックス                                   | htB                            | カーズ                                                  |
| 2005年 ダイナコ400 （モーター・スピードウェイ・オブ・サウス）結果                                             | 4        | ケビン・シフトライト                               | クラッチ・エイド               | カーズ                                                  |
| 2005年 ダイナコ400 （モーター・スピードウェイ・オブ・サウス）結果                                             | 5        | エイケン・アックスラー                             | ニトロエイド                   | カーズ                                                  |
| 2005年 ダイナコ400 （モーター・スピードウェイ・オブ・サウス）結果                                             | 6        | フロイド・マルビヒル                               | ガスピリン                     | カーズ                                                  |
| 2005年 ダイナコ400 （モーター・スピードウェイ・オブ・サウス）結果                                             | 7        | マーレー・クラッチバーン                           | スパッター・ストップ           | カーズ                                                  |
| 2005年 ダイナコ400 （モーター・スピードウェイ・オブ・サウス）結果                                             | 8        | クラスティー・ローター                             | ビニール・トゥーペ             | カーズ                                                  |
| 2005年 ダイナコ400 （モーター・スピードウェイ・オブ・サウス）結果                                             | 9        | ジョニー・ブレーマー                               | フォークス・ウィール・ドライブ | カーズ                                                  |
| 2005年 ダイナコ400 （モーター・スピードウェイ・オブ・サウス）結果                                             | 10       | デイル・アーンハート・jr.                          | デイル・アーンハート社         | カーズ                                                  |
| 2005年 ダイナコ400 優勝決定戦 （ロサンゼルス・インターナショナル・スピードウェイ）結果                        | 1        | チック・ヒックス                                   | htB                            | カーズ                                                  |
| 2005年 ダイナコ400 優勝決定戦 （ロサンゼルス・インターナショナル・スピードウェイ）結果                        | 2        | ストリップ・ウェザーズ                             | ダイナコ                       | カーズ                                                  |
| 2005年 ダイナコ400 優勝決定戦 （ロサンゼルス・インターナショナル・スピードウェイ）結果                        | 3        | ライトニング・マックィーン                         | ラスティーズ                   | カーズ                                                  |
| 2006年 ロサンゼルス・インターナショナル・スピードウェイ 結果                                                  | 1        | ライトニング・マックィーン                         | ラスティーズ                   | カーズ （PlayStation 2、ニンテンドー ゲームキューブ版） |
| 2016年 ダイナコ・ライト350（ 1 回目）結果 （モーター・スピードウェイ・オブ・サウス）                          | 1        | ライトニング・マックィーン                         | ラスティーズ                   | カーズ/クロスロード                                     |
| 2016年 ダイナコ・ライト350（ 1 回目）結果 （モーター・スピードウェイ・オブ・サウス）                          | 2        | ボビー・スウィフト                                 | オクタン・ゲイン               | カーズ/クロスロード                                     |
| 2016年 ダイナコ・ライト350（ 1 回目）結果 （モーター・スピードウェイ・オブ・サウス）                          | 3        | キャル・ウェザーズ                                 | ダイナコ                       | カーズ/クロスロード                                     |
| 2016年 ダイナコ・ライト350（ 1 回目）結果 （モーター・スピードウェイ・オブ・サウス）                          | 4        | ブリック・ヤードレィ                               | バイトリーン                   | カーズ/クロスロード                                     |
| 2016年 ダイナコ・ライト350（ 1 回目）結果 （モーター・スピードウェイ・オブ・サウス）                          | 5        | カール・クラッチェン                               | イージー・アイドル             | カーズ/クロスロード                                     |
| 2016年 ダイナコ・ライト350（ 1 回目）結果 （モーター・スピードウェイ・オブ・サウス）                          | 6        | レブ・ミーカー                                     | タンクコート                   | カーズ/クロスロード                                     |
| 2016年 ダイナコ・ライト350（ 1 回目）結果 （モーター・スピードウェイ・オブ・サウス）                          | 7        | ダイノ・ドラフトスキー                             | クラッチ・エイド               | カーズ/クロスロード                                     |
| 2016年 ダイナコ・ライト350（ 1 回目）結果 （モーター・スピードウェイ・オブ・サウス）                          | 8        | マークス・クランズラー                             | トランスベリー・ジュース       | カーズ/クロスロード                                     |
| 2016年 ダイナコ・ライト350（ 1 回目）結果 （モーター・スピードウェイ・オブ・サウス）                          | 9        | レックス・レヴラー                                 | ガスキッツ                     | カーズ/クロスロード                                     |
| 2016年 ダイナコ・ライト350（ 1 回目）結果 （モーター・スピードウェイ・オブ・サウス）                          | 10       | ジミー・ケーブルス                                 | インターセクション             | カーズ/クロスロード                                     |
| 2016年 アイオワ・ハイブリッド450 （ロッカーアームズ・インターナショナル）結果                                 | 1        | キャル・ウェザーズ                                 | ダイナコ                       | カーズ/クロスロード                                     |
| 2016年 アイオワ・ハイブリッド450 （ロッカーアームズ・インターナショナル）結果                                 | 2        | ライトニング・マックィーン                         | ラスティーズ                   | カーズ/クロスロード                                     |
| 2016年 アイオワ・ハイブリッド450 （ロッカーアームズ・インターナショナル）結果                                 | 3        | ボビー・スウィフト                                 | オクタン・ゲイン               | カーズ/クロスロード                                     |
| 2016年 アイオワ・ハイブリッド450 （ロッカーアームズ・インターナショナル）結果                                 | 4        | ブリック・ヤードレィ                               | バイトリーン                   | カーズ/クロスロード                                     |
| 2016年 アイオワ・ハイブリッド450 （ロッカーアームズ・インターナショナル）結果                                 | 5        | ジミー・ケーブルズ                                 | インターセクション             | カーズ/クロスロード                                     |
| 2016年 アイオワ・ハイブリッド450 （ロッカーアームズ・インターナショナル）結果                                 | 6        | フィル・タンクソン                                 | ニトロエイド                   | カーズ/クロスロード                                     |
| 2016年 アイオワ・ハイブリッド450 （ロッカーアームズ・インターナショナル）結果                                 | 7        | カール・クラッチェン                               | イージー・アイドル             | カーズ/クロスロード                                     |
| 2016年 アイオワ・ハイブリッド450 （ロッカーアームズ・インターナショナル）結果                                 | 8        | アップル・ストック・カー                           | アップル社                     | カーズ/クロスロード                                     |
| 2016年 アイオワ・ハイブリッド450 （ロッカーアームズ・インターナショナル）結果                                 | 9        | レックス・レヴラー                                 | ガスキッツ                     | カーズ/クロスロード                                     |
| 2016年 アイオワ・ハイブリッド450 （ロッカーアームズ・インターナショナル）結果                                 | 10       | ワイニー・ダッシャー                               | レブンゴー                     | カーズ/クロスロード                                     |
| 2016年 ジョージア・セーフティーホーン350 （ジョージア・モーター・スピードウェイ）結果                         | 1        | ライトニング・マックィーン                         | ラスティーズ                   | カーズ/クロスロード                                     |
| 2016年 ジョージア・セーフティーホーン350 （ジョージア・モーター・スピードウェイ）結果                         | 2        | キャル・ウェザーズ                                 | ダイナコ                       | カーズ/クロスロード                                     |
| 2016年 ジョージア・セーフティーホーン350 （ジョージア・モーター・スピードウェイ）結果                         | 3        | ボビー・スウィフト                                 | オクタン・ゲイン               | カーズ/クロスロード                                     |
| 2016年 ジョージア・セーフティーホーン350 （ジョージア・モーター・スピードウェイ）結果                         | 4        | ブリック・ヤードレィ                               | バイトリーン                   | カーズ/クロスロード                                     |
| 2016年 ジョージア・セーフティーホーン350 （ジョージア・モーター・スピードウェイ）結果                         | 5        | ダイノ・ドラフトスキー                             | クラッチ・エイド               | カーズ/クロスロード                                     |
| 2016年 ジョージア・セーフティーホーン350 （ジョージア・モーター・スピードウェイ）結果                         | 6        | ジミー・ケーブルス                                 | インターセクション             | カーズ/クロスロード                                     |
| 2016年 ジョージア・セーフティーホーン350 （ジョージア・モーター・スピードウェイ）結果                         | 7        | レブ・ミーカー                                     | タンクコート                   | カーズ/クロスロード                                     |
| 2016年 ジョージア・セーフティーホーン350 （ジョージア・モーター・スピードウェイ）結果                         | 8        | ラルフ・カーロウ                                   | リル・トルキー・ピストンズ     | カーズ/クロスロード                                     |
| 2016年 ジョージア・セーフティーホーン350 （ジョージア・モーター・スピードウェイ）結果                         | 9        | フィル・タンクソン                                 | ニトロエイド                   | カーズ/クロスロード                                     |
| 2016年 ジョージア・セーフティーホーン350 （ジョージア・モーター・スピードウェイ）結果                         | 10       | バック・ベアリングリー                             | ビュー・ジーン                 | カーズ/クロスロード                                     |
| 2016年 ダイナコ400 （コッパー・キャニオン・スピードウェイ）結果                                               | 1        | ジャクソン・ストーム（新世代レーサー）             | IGNTR                          | カーズ/クロスロード                                     |
| 2016年 ダイナコ400 （コッパー・キャニオン・スピードウェイ）結果                                               | 2        | ライトニング・マックィーン                         | ラスティーズ                   | カーズ/クロスロード                                     |
| 2016年 ダイナコ400 （コッパー・キャニオン・スピードウェイ）結果                                               | 3        | ボビー・スウィフト                                 | オクタン・ゲイン               | カーズ/クロスロード                                     |
| 2016年 ダイナコ400 （コッパー・キャニオン・スピードウェイ）結果                                               | 4        | キャル・ウェザーズ                                 | ダイナコ                       | カーズ/クロスロード                                     |
| 2016年 ダイナコ400 （コッパー・キャニオン・スピードウェイ）結果                                               | 5        | ブリック・ヤードレィ                               | バイトリーン                   | カーズ/クロスロード                                     |
| 2016年 ダイナコ400 （コッパー・キャニオン・スピードウェイ）結果                                               | 6        | フィル・タンクソン                                 | ニトロエイド                   | カーズ/クロスロード                                     |
| 2016年 ダイナコ400 （コッパー・キャニオン・スピードウェイ）結果                                               | 7        | チップ・ギアリングス                               | コンバスター                   | カーズ/クロスロード                                     |
| 2016年 ダイナコ400 （コッパー・キャニオン・スピードウェイ）結果                                               | 8        | トミー・ハイバンクス                               | フォークス・ウィール・ドライブ | カーズ/クロスロード                                     |
| 2016年 ダイナコ400 （コッパー・キャニオン・スピードウェイ）結果                                               | 9        | ボビー・ロードテスター                             | カーボン・サイバー             | カーズ/クロスロード                                     |
| 2016年 ダイナコ400 （コッパー・キャニオン・スピードウェイ）結果                                               | 10       | ワイニー・ダッシャー                               | レブンゴー                     | カーズ/クロスロード                                     |
| 2016年 ダイナコ・ライト350（ 2 回目） （モータースピードウェイ・オブ・サウス）スタートグリッド                | 1        | ジャクソン・ストーム（新世代レーサー）             | IGNTR                          | カーズ/クロスロード                                     |
| 2016年 ダイナコ・ライト350（ 2 回目） （モータースピードウェイ・オブ・サウス）スタートグリッド                | 2        | ライトニング・マックィーン                         | ラスティーズ                   | カーズ/クロスロード                                     |
| 2016年 ダイナコ・ライト350（ 2 回目） （モータースピードウェイ・オブ・サウス）スタートグリッド                | 3        | ハーヴィー・ロッドキャップ（新世代レーサー）       | イージー・アイドル             | カーズ/クロスロード                                     |
| 2016年 ダイナコ・ライト350（ 2 回目） （モータースピードウェイ・オブ・サウス）スタートグリッド                | 4        | エド・トランカン（新世代レーサー）                 | ムード・スプリングス           | カーズ/クロスロード                                     |
| 2016年 ダイナコ・ライト350（ 2 回目） （モータースピードウェイ・オブ・サウス）スタートグリッド                | 5        | アーロン・クロッカー（新世代レーサー）             | リボルティング                 | カーズ/クロスロード                                     |
| 2016年 ダイナコ・ライト350（ 2 回目） （モータースピードウェイ・オブ・サウス）スタートグリッド                | 6        | H.J.ホリス（新世代レーサー）                       | N2Oコーラ                      | カーズ/クロスロード                                     |
| 2016年 ダイナコ・ライト350（ 2 回目） （モータースピードウェイ・オブ・サウス）スタートグリッド                | 7        | ライアン・"インサイド"・レニー（新世代レーサー）   | ブリンカー                     | カーズ/クロスロード                                     |
| 2016年 ダイナコ・ライト350（ 2 回目） （モータースピードウェイ・オブ・サウス）スタートグリッド                | 8        | ワイニー・ダッシャー                               | レブンゴー                     | カーズ/クロスロード                                     |
| 2016年 ダイナコ・ライト350（ 2 回目） （モータースピードウェイ・オブ・サウス）スタートグリッド                | 9        | レブ・ミーカー                                     | タンクコート                   | カーズ/クロスロード                                     |
| 2016年 ダイナコ・ライト350（ 2 回目） （モータースピードウェイ・オブ・サウス）スタートグリッド                | 10       | リブ・ローダゲス                                   | ビニール・トゥーペ             | カーズ/クロスロード                                     |
| 2016年 ダイナコ・ライト350（ 2 回目） （モータースピードウェイ・オブ・サウス）スタートグリッド                | 11       | ティム・トレッドレス（新世代レーサー）             | ニトロエイド                   | カーズ/クロスロード                                     |
| 2016年 ダイナコ・ライト350（2回目） （モーター・スピードウェイ・オブ・サウス）結果                            | 1        | ジャクソン・ストーム（新世代レーサー）             | IGNTR                          | カーズ/クロスロード                                     |
| 2016年 グランドール・OIL・Co・レースウェイ 結果                                                               | 1        | ジャクソン・ストーム（新世代レーサー）             | IGNTR                          | カーズ/クロスロード                                     |
| 2016年 グランドール・OIL・Co・レースウェイ 結果                                                               | 2        | エド・トランカン（新世代レーサー）                 | ムード・スプリングス           | カーズ/クロスロード                                     |
| 2016年 グランドール・OIL・Co・レースウェイ 結果                                                               | 3        | アーロン・クロッカー（新世代レーサー）             | リボルティング                 | カーズ/クロスロード                                     |
| 2016年 グランドール・OIL・Co・レースウェイ 結果                                                               | 4        | H.J.ホリス（新世代レーサー）                       | N2Oコーラ                      | カーズ/クロスロード                                     |
| 2016年 グランドール・OIL・Co・レースウェイ 結果                                                               | 5        | ライトニング・マックィーン                         | ラスティーズ                   | カーズ/クロスロード                                     |
| 2016年 グランドール・OIL・Co・レースウェイ 結果                                                               | 6        | ライアン・"インサイド"・レニー（新世代レーサー）   | ブリンカー                     | カーズ/クロスロード                                     |
| 2016年 グランドール・OIL・Co・レースウェイ 結果                                                               | 7        | ボビー・スウィフト                                 | オクタン・ゲイン               | カーズ/クロスロード                                     |
| 2016年 グランドール・OIL・Co・レースウェイ 結果                                                               | 8        | レブ・ミーカー                                     | タンクコート                   | カーズ/クロスロード                                     |
| 2016年 グランドール・OIL・Co・レースウェイ 結果                                                               | 9        | リブ・ローダゲス                                   | ビニール・トゥーペ             | カーズ/クロスロード                                     |
| 2016年 グランドール・OIL・Co・レースウェイ 結果                                                               | 10       | ティム・トレッドレス（新世代レーサー）             | ニトロエイド                   | カーズ/クロスロード                                     |
| 2016年 BnL・レースウェイ 結果                                                                                 | 1        | ジャクソン・ストーム（新世代レーサー）             | IGNTR                          | カーズ/クロスロード                                     |
| 2016年 ラストベルト・レースウェイ 結果                                                                        | 1        | ジャクソン・ストーム（新世代レーサー）             | IGNTR                          | カーズ/クロスロード                                     |
| 2016年 ラストベルト・レースウェイ 結果                                                                        | 2        | J.P.ドライブ（新世代レーサー）                     | アップル社                     | カーズ/クロスロード                                     |
| 2016年 ラストベルト・レースウェイ 結果                                                                        | 3        | ダン・カルシア（新世代レーサー）                   | ガスキッツ                     | カーズ/クロスロード                                     |
| 2016年 ラストベルト・レースウェイ 結果                                                                        | 4        | バリー・ディペダル （新世代レーサー）              | RPM                            | カーズ/クロスロード                                     |
| 2016年 ラストベルト・レースウェイ 結果                                                                        | 5        | リッチー・ガンジット（新世代レーサー）             | ガスピリン                     | カーズ/クロスロード                                     |
| 2016年 ラストベルト・レースウェイ 結果                                                                        | 6        | アーロン・クロッカー（新世代レーサー）             | リボルティング                 | カーズ/クロスロード                                     |
| 2016年 ラストベルト・レースウェイ 結果                                                                        | 7        | ボビー・スウィフト                                 | オクタン・ゲイン               | カーズ/クロスロード                                     |
| 2016年 ラストベルト・レースウェイ 結果                                                                        | 8        | ライトニング・マックィーン                         | ラスティーズ                   | カーズ/クロスロード                                     |
| 2016年 ラストベルト・レースウェイ 結果                                                                        | 9        | キャル・ウェザーズ                                 | ダイナコ                       | カーズ/クロスロード                                     |
| 2016年 ラストベルト・レースウェイ 結果                                                                        | 10       | ハーヴィー・ロッドキャップ（新世代レーサー）       | イージー・アイドル             | カーズ/クロスロード                                     |
| 2016年 ラストベルト・レースウェイ 結果                                                                        | 11       | ラルフ・カーロウ                                   | リル・トルキー・ピストンズ     | カーズ/クロスロード                                     |
| 2016年 ムード・スプリングス・スパッター・ストップ350 （ジョージア・モーター・スピードウェイ）結果             | 1        | ジャクソン・ストーム（新世代レーサー）             | IGNTR                          | カーズ/クロスロード                                     |
| 2016年 ムード・スプリングス・スパッター・ストップ350 （ジョージア・モーター・スピードウェイ）結果             | 2        | ジェイムズ・ウィスコンシン（新世代レーサー）       | スペア・ミント                 | カーズ/クロスロード                                     |
| 2016年 ムード・スプリングス・スパッター・ストップ350 （ジョージア・モーター・スピードウェイ）結果             | 3        | J.D.マックピラー（新世代レーサー）                 | トウ・キャップ                 | カーズ/クロスロード                                     |
| 2016年 ムード・スプリングス・スパッター・ストップ350 （ジョージア・モーター・スピードウェイ）結果             | 4        | ティム・トレッドレス（新世代レーサー）             | ニトロエイド                   | カーズ/クロスロード                                     |
| 2016年 ムード・スプリングス・スパッター・ストップ350 （ジョージア・モーター・スピードウェイ）結果             | 5        | バッバ・ホイールハウス（新世代レーサー）           | トランズベリー・ジュース       | カーズ/クロスロード                                     |
| 2016年 ムード・スプリングス・スパッター・ストップ350 （ジョージア・モーター・スピードウェイ）結果             | 6        | H.J.ホリス（新世代レーサー）                       | N2Oコーラ                      | カーズ/クロスロード                                     |
| 2016年 ムード・スプリングス・スパッター・ストップ350 （ジョージア・モーター・スピードウェイ）結果             | 7        | ライトニング・マックィーン                         | ラスティーズ                   | カーズ/クロスロード                                     |
| 2016年 ムード・スプリングス・スパッター・ストップ350 （ジョージア・モーター・スピードウェイ）結果             | 8        | エド・トランカン（新世代レーサー）                 | ムード・スプリングス           | カーズ/クロスロード                                     |
| 2016年 ムード・スプリングス・スパッター・ストップ350 （ジョージア・モーター・スピードウェイ）結果             | 9        | レーン・ロック                                     | サイナーG                      | カーズ/クロスロード                                     |
| 2016年 ムード・スプリングス・スパッター・ストップ350 （ジョージア・モーター・スピードウェイ）結果             | 10       | テリー・カーガス                                   | トリプルデント                 | カーズ/クロスロード                                     |
| 2016年 ムード・スプリングス・スパッター・ストップ350 （ジョージア・モーター・スピードウェイ）結果             | 11       | バック・ベアリングリー                             | ビュー・ジーン                 | カーズ/クロスロード                                     |
| 2016年 ムード・スプリングス・スパッター・ストップ350 （ジョージア・モーター・スピードウェイ）結果             | 12       | ラルフ・カーロウ                                   | リル・トルキー・ピストンズ     | カーズ/クロスロード                                     |
| 2016年 ムード・スプリングス・スパッター・ストップ350 （ジョージア・モーター・スピードウェイ）結果             | 13       | トッド・マーカス                                   | ノー・ストール                 | カーズ/クロスロード                                     |
| 2016年 データシフト400 （データシフト・レースウェイ）結果                                                     | 1        | ジャクソン・ストーム（新世代レーサー）             | IGNTR                          | カーズ/クロスロード                                     |
| 2016年 データシフト400 （データシフト・レースウェイ）結果                                                     | 2        | ライトニング・マックィーン                         | ラスティーズ                   | カーズ/クロスロード                                     |
| 2016年 データシフト400 （データシフト・レースウェイ）結果                                                     | 3        | ジミー・ケーブルズ                                 | インターセクション             | カーズ/クロスロード                                     |
| 2016年 データシフト400 （データシフト・レースウェイ）結果                                                     | 4        | ダイノ・ドラフトスキー                             | クラッチ・エイド               | カーズ/クロスロード                                     |
| 2016年 データシフト400 （データシフト・レースウェイ）結果                                                     | 5        | キャル・ウェザーズ                                 | ダイナコ                       | カーズ/クロスロード                                     |
| 2016年 バンパー・セーブ：ギアス・アンド・グローリィ450 （ハートランド・アンド・モーター・スピードウェイ）結果 | 1        | ジャクソン・ストーム（新世代レーサー）             | IGNTR                          | カーズ/クロスロード                                     |
| 2016年 バンパー・セーブ：ギアス・アンド・グローリィ450 （ハートランド・アンド・モーター・スピードウェイ）結果 | 2        | J.P.ドライブ（新世代レーサー）                     | アップル社                     | カーズ/クロスロード                                     |
| 2016年 バンパー・セーブ：ギアス・アンド・グローリィ450 （ハートランド・アンド・モーター・スピードウェイ）結果 | 3        | バリー・ディペダル（新世代レーサー）               | RPM                            | カーズ/クロスロード                                     |
| 2016年 バンパー・セーブ：ギアス・アンド・グローリィ450 （ハートランド・アンド・モーター・スピードウェイ）結果 | 4        | ライトニング・マックィーン                         | ラスティーズ                   | カーズ/クロスロード                                     |
| 2016年 バンパー・セーブ：ギアス・アンド・グローリィ450 （ハートランド・アンド・モーター・スピードウェイ）結果 | 5        | ハーブ・カーブラー （新世代レーサー）              | フォークス・ウィール・ドライブ | カーズ/クロスロード                                     |
| 2016年 バンパー・セーブ：ギアス・アンド・グローリィ450 （ハートランド・アンド・モーター・スピードウェイ）結果 | 6        | ライアン・"インサイド"・レニー（新世代レーサー）   | ブリンカー                     | カーズ/クロスロード                                     |
| 2016年 バンパー・セーブ：ギアス・アンド・グローリィ450 （ハートランド・アンド・モーター・スピードウェイ）結果 | 7        | ダン・カルシア （新世代レーサー）                  | ガスキッツ                     | カーズ/クロスロード                                     |
| 2016年 ロサンゼルス500 （ロサンゼルス・インターナショナル・スピードウェイ） スタートグリッド                  | 1        | ジャクソン・ストーム（新世代レーサー）             | IGNTR                          | カーズ/クロスロード                                     |
| 2016年 ロサンゼルス500 （ロサンゼルス・インターナショナル・スピードウェイ） スタートグリッド                  | 2        | ハーヴィー・ロッドキャップ（新世代レーサー）       | イージー・アイドル             | カーズ/クロスロード                                     |
| 2016年 ロサンゼルス500 （ロサンゼルス・インターナショナル・スピードウェイ） スタートグリッド                  | 3        | チェイス・レースロット（新世代レーサー）           | バイトリーン                   | カーズ/クロスロード                                     |
| 2016年 ロサンゼルス500 （ロサンゼルス・インターナショナル・スピードウェイ） スタートグリッド                  | 4        | J.D.マックピラー（新世代レーサー）                 | トウ・キャップ                 | カーズ/クロスロード                                     |
| 2016年 ロサンゼルス500 （ロサンゼルス・インターナショナル・スピードウェイ） スタートグリッド                  | 5        | クリス・ローミン（新世代レーサー）                 | コンバスター                   | カーズ/クロスロード                                     |
| 2016年 ロサンゼルス500 （ロサンゼルス・インターナショナル・スピードウェイ） スタートグリッド                  | 6        | カム・スピナー（新世代レーサー）                   | トリプルデント                 | カーズ/クロスロード                                     |
| 2016年 ロサンゼルス500 （ロサンゼルス・インターナショナル・スピードウェイ） スタートグリッド                  | 7        | ライトニング・マックィーン                         | ラスティーズ                   | カーズ/クロスロード                                     |
| 2016年 ロサンゼルス500 （ロサンゼルス・インターナショナル・スピードウェイ） スタートグリッド                  | 8        | ダニー・シュワヴェッツ（新世代レーサー）           | オクタン・ゲイン               | カーズ/クロスロード                                     |
| 2016年 ロサンゼルス500 （ロサンゼルス・インターナショナル・スピードウェイ） スタートグリッド                  | 9        | ハーブ・カーブラー（新世代レーサー）               | フォークス・ウィール・ドライブ | カーズ/クロスロード                                     |
| 2016年 ロサンゼルス500 （ロサンゼルス・インターナショナル・スピードウェイ） スタートグリッド                  | 10       | バック・ベアリングリー                             | ビュー・ジーン                 | カーズ/クロスロード                                     |
| 2016年 ロサンゼルス500 （ロサンゼルス・インターナショナル・スピードウェイ）結果                               | 1        | ジャクソン・ストーム（新世代レーサー）             | IGNTR                          | カーズ/クロスロード                                     |
| 2016年 ロサンゼルス500 （ロサンゼルス・インターナショナル・スピードウェイ）結果                               | 2        | ダニー・シュワヴェッツ（新世代レーサー）           | オクタン・ゲイン               | カーズ/クロスロード                                     |
| 2016年 ロサンゼルス500 （ロサンゼルス・インターナショナル・スピードウェイ）結果                               | 3        | チェイス・レースロット（新世代レーサー）           | バイトリーン                   | カーズ/クロスロード                                     |
| 2016年 ロサンゼルス500 （ロサンゼルス・インターナショナル・スピードウェイ）結果                               | 4        | ティム・トレッドレス（新世代レーサー）             | ニトロエイド                   | カーズ/クロスロード                                     |
| 2016年 ロサンゼルス500 （ロサンゼルス・インターナショナル・スピードウェイ）結果                               | 5        | ハーヴィー・ロッドキャップ（新世代レーサー）       | イージー・アイドル             | カーズ/クロスロード                                     |
| 2016年 ロサンゼルス500 （ロサンゼルス・インターナショナル・スピードウェイ）結果                               | 6        | クリス・ローミン（新世代レーサー）                 | コンバスター                   | カーズ/クロスロード                                     |
| 2016年 ロサンゼルス500 （ロサンゼルス・インターナショナル・スピードウェイ）結果                               | 7        | H.J.ホリス（新世代レーサー）                       | N2Oコーラ                      | カーズ/クロスロード                                     |
| 2016年 ロサンゼルス500 （ロサンゼルス・インターナショナル・スピードウェイ）結果                               | 8        | ジョナス・カーヴァース（新世代レーサー）           | ノー・ストール                 | カーズ/クロスロード                                     |
| 2016年 ロサンゼルス500 （ロサンゼルス・インターナショナル・スピードウェイ）結果                               | 9        | ハーブ・カーブラー（新世代レーサー）               | フォークス・ウィール・ドライブ | カーズ/クロスロード                                     |
| 2016年 ロサンゼルス500 （ロサンゼルス・インターナショナル・スピードウェイ）結果                               | 10       | カム・スピナー（新世代レーサー）                   | トリプルデント                 | カーズ/クロスロード                                     |
| 2016年 ロサンゼルス500 （ロサンゼルス・インターナショナル・スピードウェイ）結果                               | リタイア | ライトニング・マックィーン                         | ラスティーズ                   | カーズ/クロスロード                                     |
| 2017年 フロリダ500 （フロリダ・インターナショナル・スピードウェイ） スタートグリッド                          | 1        | ジャクソン・ストーム（新世代レーサー）             | IGNTR                          | カーズ/クロスロード                                     |
| 2017年 フロリダ500 （フロリダ・インターナショナル・スピードウェイ） スタートグリッド                          | 2        | ダニー・シュワヴェッツ（新世代レーサー）           | オクタン・ゲイン               | カーズ/クロスロード                                     |
| 2017年 フロリダ500 （フロリダ・インターナショナル・スピードウェイ） スタートグリッド                          | 3        | アーロン・クロッカー（新世代レーサー）             | リボルティング                 | カーズ/クロスロード                                     |
| 2017年 フロリダ500 （フロリダ・インターナショナル・スピードウェイ） スタートグリッド                          | 4        | H.J.ホリス（新世代レーサー）                       | N2Oコーラ                      | カーズ/クロスロード                                     |
| 2017年 フロリダ500 （フロリダ・インターナショナル・スピードウェイ） スタートグリッド                          | 5        | ジェイムズ・ウィスコンシン（新世代レーサー）       | スペア・ミント                 | カーズ/クロスロード                                     |
| 2017年 フロリダ500 （フロリダ・インターナショナル・スピードウェイ） スタートグリッド                          | 6        | ハーブ・カーブラー（新世代レーサー）               | フォークス・ウィール・ドライブ | カーズ/クロスロード                                     |
| 2017年 フロリダ500 （フロリダ・インターナショナル・スピードウェイ） スタートグリッド                          | 7        | J.D.マックピラー（新世代レーサー）                 | トウ・キャップ                 | カーズ/クロスロード                                     |
| 2017年 フロリダ500 （フロリダ・インターナショナル・スピードウェイ） スタートグリッド                          | 8        | フリップ・ドーヴァー（新世代レーサー）             | インターセクション             | カーズ/クロスロード                                     |
| 2017年 フロリダ500 （フロリダ・インターナショナル・スピードウェイ） スタートグリッド                          | 9        | チェイス・レースロット（新世代レーサー）           | バイトリーン                   | カーズ/クロスロード                                     |
| 2017年 フロリダ500 （フロリダ・インターナショナル・スピードウェイ） スタートグリッド                          | 10       | ポール・コンレヴ（新世代レーサー）                 | バンパー・セーブ               | カーズ/クロスロード                                     |
| 2017年 フロリダ500 （フロリダ・インターナショナル・スピードウェイ） スタートグリッド                          | 最後尾   | ライトニング・マックィーン                         | ラスティーズ                   | カーズ/クロスロード                                     |
| 2017年 フロリダ500 （フロリダ・インターナショナル・スピードウェイ）結果                                       | 1        | クルーズ・ラミレス & ライトニング・マックィーン    | ラスティーズ                   | カーズ/クロスロード                                     |
| 2017年 フロリダ500 （フロリダ・インターナショナル・スピードウェイ）結果                                       | 2        | ジャクソン・ストーム（新世代レーサー）             | IGNTR                          | カーズ/クロスロード                                     |
| 2017年 フロリダ500 （フロリダ・インターナショナル・スピードウェイ）結果                                       | 3        | ダニー・シュワヴェッツ（新世代レーサー）           | オクタン・ゲイン               | カーズ/クロスロード                                     |
| 2017年 フロリダ500 （フロリダ・インターナショナル・スピードウェイ）結果                                       | 4        | フリップ・ドーヴァー（新世代レーサー）             | インターセクション             | カーズ/クロスロード                                     |
| 2017年 フロリダ500 （フロリダ・インターナショナル・スピードウェイ）結果                                       | 5        | チェイス・レースロット（新世代レーサー）           | バイトリーン                   | カーズ/クロスロード                                     |
| 2017年 フロリダ500 （フロリダ・インターナショナル・スピードウェイ）結果                                       | 6        | ニック・シフト（新世代レーサー）                   | スペア・ミント                 | カーズ/クロスロード                                     |
| 2017年 フロリダ500 （フロリダ・インターナショナル・スピードウェイ）結果                                       | 7        | ハーブ・カーブラー（新世代レーサー）               | フォークス・ウィール・ドライブ | カーズ/クロスロード                                     |
| 2017年 フロリダ500 （フロリダ・インターナショナル・スピードウェイ）結果                                       | 8        | J.D.マックピラー（新世代レーサー）                 | トウ・キャップ                 | カーズ/クロスロード                                     |
| 2017年 フロリダ500 （フロリダ・インターナショナル・スピードウェイ）結果                                       | 9        | H.J.ホリス（新世代レーサー）                       | N2Oコーラ                      | カーズ/クロスロード                                     |
| 2017年 フロリダ500 （フロリダ・インターナショナル・スピードウェイ）結果                                       | 10       | アーロン・クロッカー（新世代レーサー）             | リボルティング                 | カーズ/クロスロード                                     |
| 2017年 フロリダ500 （フロリダ・インターナショナル・スピードウェイ）結果                                       | 11       | ポール・コンレヴ（新世代レーサー）                 | バンパー・セーブ               | カーズ/クロスロード                                     |
| 2017年 フロリダ500 （フロリダ・インターナショナル・スピードウェイ）結果                                       | リタイア | カム・スピナー（新世代レーサー）                   | トリプルデント                 | カーズ/クロスロード                                     |
| 2017年 フロリダ500 （フロリダ・インターナショナル・スピードウェイ）結果                                       | リタイア | ジョージ・ニュー=ウィン（新世代レーサー）          | リークレス                     | カーズ/クロスロード                                     |
| 2017年 フロリダ500 （フロリダ・インターナショナル・スピードウェイ）結果                                       | リタイア | ティム・トレッドレス（新世代レーサー）             | ニトロエイド                   | カーズ/クロスロード                                     |
| 2017年 フロリダ500 （フロリダ・インターナショナル・スピードウェイ）結果                                       | リタイア | スティーブ・"スリック"・ラページ（新世代レーサー） | トランク・フレッシュ           | カーズ/クロスロード                                     |
| 2017年 フロリダ500 （フロリダ・インターナショナル・スピードウェイ）結果                                       | リタイア | J.P.ドライブ（新世代レーサー）                     | アップル社                     | カーズ/クロスロード                                     |
| 2017年 ダイナコ・ライト350 （モータースピードウェイ・オブ・サウス）                                           | 1        | クルーズ・ラミレス（新世代レーサー）               | ダイナコ                       | カーズ/クロスロード                                     |
| 2017年 ダイナコ400 （コッパーキャニオン・スピードウェイ）                                                     | 1        | クルーズ・ラミレス（新世代レーサー）               | ダイナコ                       | カーズ/クロスロード                                     |

上の4つのレースは、ダイナコ400でのチックの紹介映像に映っていたレース。
下の2つのレースは、カーズ/クロスロードのエンド・ロールの写真集に映っていたレース。

## チーム
| チーム                         | 名前                                           | ゼッケン | 説明                                                                                            |
| ------------------------------ | ---------------------------------------------- | -------- | ----------------------------------------------------------------------------------------------- |
| インターセクション             | ジミー・ケーブルス                             | 00       | このチームはカーズ/クロスロードからの初登場。                                                   |
| インターセクション             | フリップ・ドーヴァー                           | 00       | 新世代レーサー                                                                                  |
| IGNTR                          | ジャクソン・ストーム                           | 2.0      | 新世代レーサー                                                                                  |
| トウ・キャップ                 | ラスティー・コーンフューエル                   | 4        | ミシシッピ州出身。                                                                              |
| トウ・キャップ                 | ジャック・デポスト                             | 4        | ラスティー・ コーンフューエルの後任。                                                           |
| トウ・キャップ                 | J.D.マックピラー                               | 4        | 新世代レーサー                                                                                  |
| サイナーG                      | レーン・ロック                                 | 5        | このチームはカーズ/クロスロード からの初登場。                                                  |
| サイナーG                      | エリック・ブレーカー                           | 5        | 新世代レーサー                                                                                  |
| デイル・アーンハート社         | デイル・アーンハート・jr.                      | 8        | このチームは 1作目のみに登場。                                                                  |
| コンバスター                   | チップ・ギアリングス                           | 11       | このチームはカーズ/クロスロード からの初登場。                                                  |
| コンバスター                   | クリス・ローミン                               | 11       | 新世代レーサー                                                                                  |
| IGNTR                          | ジャクソン・ストーム                           | 20       | このチームはカーズ/クロスロードからの初登場。                                                   |
| ブリンカー                     | スピーディー・コメット                         | 21       | このチームはカーズ/クロスロード からの初登場。                                                  |
| ブリンカー                     | ライアン・"インサイド"・レニー                 | 21       | 新世代レーサー                                                                                  |
| ニトロエイド                   | エイケン・アックスラー                         | 28       |                                                                                                 |
| ニトロエイド                   | フィル・タンクソン                             | 28       | エイケン・アックスラーの後任。                                                                  |
| ニトロエイド                   | ティム・トレッドレス                           | 28       | 新世代レーサー                                                                                  |
| トリプルデント                 | テリー・カーガス                               | 31       | このチームはカーズ/クロスロード からの初登場。                                                  |
| トリプルデント                 | カム・スピナー                                 | 31       | 新世代レーサー                                                                                  |
| ムード・スプリングス           | チャック・アームストロング                     | 33       | 燃料アレルギーを交わす 変わった体質の持ち主。                                                   |
| ムード・スプリングス           | ダッド・スロットルマン                         | 33       | チャック・アームストロング の後任。                                                             |
| ムード・スプリングス           | エド・トランカン                               | 33       | 新世代レーサー                                                                                  |
| トランク・フレッシュ           | ダークソン・ダーゴスティーノ                   | 34       | カーズ/クロスロードで再登場する。                                                               |
| トランク・フレッシュ           | スティーブ・"スリック"・ラページ               | 34       | 新世代レーサー                                                                                  |
| シフティ・ドラッグ             | ケビン・レーシングタイヤ                       | 35       | このチームは1作目のみに登場。                                                                   |
| タンクコート                   | ユージーン・カービュレスキ                     | 36       |                                                                                                 |
| タンクコート                   | レブ・ミーカー                                 | 36       | ユージーン・カービュレスキの後任。                                                              |
| タンクコート                   | リッチ・ミクソン                               | 36       | 新世代レーサー                                                                                  |
| ビュー・ジーン                 | ライアン・シールズ                             | 39       | 所属スポンサーの商品を愛している。                                                              |
| ビュー・ジーン                 | バック・ベアリングリー                         | 39       | ライアン・シールズの後任。                                                                      |
| ビュー・ジーン                 | マイケル・ローター                             | 39       | 新世代レーサー クラスティー・ローターの息子。                                                   |
| ダイナコ                       | ストリップ・ウェザーズ（キング）               | 43       | ピストン・カップ7回優勝。                                                                       |
| ダイナコ                       | キャル・ウェザーズ                             | 42       | ストリップ・ウェザーズの甥で、彼の後任として2007年にデビュー。                                  |
| ダイナコ                       | クルーズ・ラミレス                             | 51       | 女性レーサーで2017年に95番のラスティーズでレースデビュー。 後にキャル・ウェザーズの後任になる。 |
| イージー・アイドル             | ルビー・"イージー"・オークス                   | 51       |                                                                                                 |
| イージー・アイドル             | カール・クラッチェン                           | 15       | ルビー・"イージー"・オークス の後任。                                                           |
| イージー・アイドル             | ハーヴィー・ロッドカップ                       | 15       | 新世代レーサー                                                                                  |
| リークレス                     | クロード・スクラグス                           | 52       |                                                                                                 |
| リークレス                     | ブライアン・スパーク                           | 52       | クロード・スクラグスの後任。                                                                    |
| リークレス                     | ジョージ・ニュー＝ウィン                       | 52       | 新世代レーサー                                                                                  |
| フォークス・ウィール・ドライブ | ジョニー・ブレーマー                           | 54       | これまでの545回のレースで 完走ゼロの記録を持つ。                                                |
| フォークス・ウィール・ドライブ | トミー・ハイバンクス                           | 54       | ジョニー・ブレーマーの後任。                                                                    |
| フォークス・ウィール・ドライブ | ハーブ・カーブラー                             | 54       | 新世代レーサー                                                                                  |
| ファイバー・フューエル         | ブラッシュ・カーバー                           | 56       | このチームは1作目のみに登場。                                                                   |
| オクタン・ゲイン               | ビリー・オイルチェンジャー                     | 58       |                                                                                                 |
| オクタン・ゲイン               | ボビー・スウィフト                             | 19       | ビリー・オイルチェンジャーの後任として2007年にデビュー。                                        |
| オクタン・ゲイン               | ダニー・シュワヴェッツ                         | 19       | 新世代レーサー                                                                                  |
| バイトリーン                   | ジェイムズ・クリーンエア                       | 61       | 2006年度シーズン終了後に引退。                                                                  |
| バイトリーン                   | ブリック・ヤードレィ                           | 24       | ジェイムズ・クリーンエアの後任。                                                                |
| バイトリーン                   | チェイス・レースロット                         | 24       | 新世代レーサー                                                                                  |
| トランスベリー・ジュース       | リー・レブキンズ                               | 63       |                                                                                                 |
| トランスベリー・ジュース       | マークス・クランクズラー                       | 6        | リー・レブキンズの後任。                                                                        |
| トランスベリー・ジュース       | バッバ・ホイールハウス                         | 6        | 新世代レーサー                                                                                  |
| RPM                            | ウィンフォード・ブラットフォード・ラザフォード | 64       |                                                                                                 |
| RPM                            | ブルース・ミラー                               | 64       | ウィンフォード・ブラットフォード ・ラザフォードの後任。                                         |
| RPM                            | バリー・ディペダル                             | 64       | 新世代レーサー                                                                                  |
| カーボン・サイバー             | ボビー・ロードテスター                         | 67       | このチームは カーズ/クロスロードからの初登場。                                                  |
| カーボン・サイバー             | ジム・レヴェリック                             | 67       | 新世代レーサー                                                                                  |
| N2Oコーラ                      | マニー・フライウィール                         | 68       |                                                                                                 |
| N2Oコーラ                      | パーカー・ブレーキストン                       | 68       | マニー・フライウィールの後任。                                                                  |
| N2Oコーラ                      | H.J.ホリス                                     | 68       | 新世代レーサー                                                                                  |
| ガスピリン                     | フロイド・マルビヒル                           | 70       | カーズ/クロスロードで再登場する。                                                               |
| ガスピリン                     | リッチー・ガンジット                           | 70       | 新世代レーサー                                                                                  |
| レブンゴー                     | ミスティ・モータークラス                       | 73       | 女性レーサー                                                                                    |
| レブンゴー                     | ワイニー・ダッシャー                           | 73       | ミスティ・モータークラスの後任。                                                                |
| レブンゴー                     | M.ファスト・フォング                           | 73       | 新世代レーサー                                                                                  |
| サイドウォール・シャイン       | スライダー・ペトロルスキ                       | 74       | このチームは1作目のみに登場。                                                                   |
| ビニール・トゥーペ             | クラスティー・ローター                         | 76       |                                                                                                 |
| ビニール・トゥーペ             | リブ・ロードエイジス                           | 76       | クラスティー・ローターの後任。                                                                  |
| ビニール・トゥーペ             | ウィル・ラッシュ                               | 76       | 新世代レーサー                                                                                  |
| レットリード                   | ホール・インガス                               | 79       | このチームは1作目のみに登場。 ヨーロッパ出身で 1990年代に一度優勝している。                     |
| ガスキッツ                     | セージ・バンダースピン                         | 80       | ジュニア・ピストン・ カップの最年少チャンピオン。                                               |
| ガスキッツ                     | レックス・レヴラー                             | 80       | セージ・バンダースピンの後任。                                                                  |
| ガスキッツ                     | ダン・カルシア                                 | 80       | 新世代レーサー                                                                                  |
| シャイニー・ワックス           | ダレン・レッドフッド                           | 82       | カーズ/クロスロードで再登場する。                                                               |
| シャイニー・ワックス           | コンラッド・キャンバー                         | 82       | 新世代レーサー                                                                                  |
| アップル社                     | マシュー・オーバーテイカー                     | 84       |                                                                                                 |
| アップル社                     | アップル・ストック・カー                       | 84       | マシュー・オーバーテイカーの後任。                                                              |
| アップル社                     | J.P.ドライブ                                   | 84       | 新世代レーサー                                                                                  |
| リボルティング                 | デイビー・エイペックス                         | 84       | 彼の好成績はこれまでで20位以内。                                                                |
| リボルティング                 | T.G.キャッスルナット                           | 48       | デイビー・エイペックスの後任。                                                                  |
| リボルティング                 | アーロン・クロッカー                           | 48       | 新世代レーサー                                                                                  |
| htB                            | チック・ヒックス                               | 86       | このチームは1作目のみに登場。2005年に初優勝。                                                   |
| バンパー・セーブ               | ポンチー・ワイプアウト                         | 90       | カーズ/クロスロードで再登場する。                                                               |
| バンパー・セーブ               | ポール・コンレヴ                               | 90       | 新世代レーサー                                                                                  |
| スパッター・ストップ           | マーレー・クラッチバーン                       | 92       | カーズ/クロスロードで再登場する。                                                               |
| スパッター・ストップ           | シェルドン・シフター                           | 92       | 新世代レーサー                                                                                  |
| スペア・ミント                 | アーニー・ギアソン                             | 93       | カーズ/クロスロードで再登場する。                                                               |
| スペア・ミント                 | ニック・シフト                                 | 93       | 新世代レーサー                                                                                  |
| ラスティーズ                   | ライトニング・マックィーン                     | 95       |                                                                                                 |
| タッチ・オー・ミント           | グレッグ・キャンディマン                       | 101      | このチームは1作目のみに登場。                                                                   |
| リル・トルキー・ピストンズ     | ラルフ・カーロウ                               | 117      | カーズ/クロスロードで再登場する。                                                               |
| リル・トルキー・ピストンズ     | スパイキー・フィラップス                       | 117      | 新世代レーサー                                                                                  |
| クラッチ・エイド               | ケビン・シフトライト                           | 121      | シフトライト家の4代目。                                                                         |
| クラッチ・エイド               | ダイノ・ドラフトスキー                         | 121      | ケビン・シフトライトの後任。                                                                    |
| クラッチ・エイド               | ノア・ゴチェック                               | 121      | 新世代レーサー                                                                                  |
| ノー・ストール                 | トッド・"ザ・ショックスター"・マーカス         | 123      | アラバマ州ディーゼルトン出身。 カーズ/クロスロードで再登場する。                                |
| ノー・ストール                 | ジョナス・カーヴァース                         | 123      | 新世代レーサー                                                                                  |

## スタッフ・マスコミ

### チェッカーフラッグ係
デクスター・フーバー
2005年、2006年
クリス・レブストップスキー
2016年、2017年

### ペースカー
チャーリー・チェッカー
2005年、2006年
パット・トラクソン
2016年、2017年

### レッカー車
トウ
2005年、2006年
ハーブ・カーブラー
2016年、2017年

### 消防車
タイニー・ラグスワース
2016年、2017年

### キャリアカー
スチュー・スキャターシールド
2016年、2017年

### 審判員
トム
2005年、2006年

### アナウンサー
ボブ・カトラス
2005年、2006年、2016年、2017年

### 解説者
ダレル・カートリップ
2005年、2006年、2011年、2016年、2017年

## レース場
モーター・スピードウェイ・オブ・サウス
- 場所：モーター・シティ
- 大会：ダイナコ400、ダイナコ・ライト350
- 作品：カーズ、カーズ/クロスロード

ロサンゼルス・インターナショナル・スピードウェイ
- 場所：カリフォルニア州ロサンゼルス
- 大会：ダイナコ400優勝決定戦、ロサンゼルス500
- 作品：カーズ、カーズ/クロスロード

パーム・マイル・スピードウェイ
- 作品：「カーズ」PlayStation 2専用ソフト版、ニンテンドー ゲームキューブ専用ソフト版

サンバレー・インターナショナル・スピードウェイ
- 作品：「カーズ」PlayStation 2専用ソフト版、ニンテンドーゲームキューブ専用ソフト版

スマッシャー・バレー・スピードウェイ
- 作品：「カーズ」PlayStation 2専用ソフト版、ニンテンドーゲームキューブ専用ソフト版

ロッカーアームズ・インターナショナル
- 場所：アイオワ州
- 大会：アイオワ・ハイブリッド450
- 作品：カーズ/クロスロード

ジョージア・モーター・スピードウェイ
- 場所：ジョージア州
- 大会：ジョージア・セーフティー・ホーン350、ムードスプリングス・スパッターストップ350
- 作品：カーズ/クロスロード

コッパー・キャニオン・スピードウェイ
- 場所：アリゾナ州
- 大会：ダイナコ400
- 作品：カーズ/クロスロード

グランドール・オイル Co.レースウェイ
- 作品：カーズ/クロスロード

BnL・レースウェイ
- 作品：カーズ/クロスロード

ラストベルト・レースウェイ
- 場所：ラストベルト（アメリカ中西部から大西洋岸中部）
- 作品：カーズ/クロスロード

データシフト・レースウェイ
- 大会：データシフト400
- 作品：カーズ/クロスロード

ハートランド・アンド・モーター・スピードウェイ
- 場所：ハートランド（アメリカ中西部）
- 大会：バンパー・セーブ：ギアズ・アンド・グローリィ450
- 作品：カーズ/クロスロード

フロリダ・インターナショナル・スーパー・スピードウェイ
- 場所：フロリダ州
- 大会：フロリダ500
- 作品：カーズ/クロスロード

ヴァージニア・スピードウェイ
- 場所：ヴァージニア州

アラバマ・スピードウェイ
- 場所：アラバマ州